# ビロル・ユーネル
ビロル・ユーネル（Birol Ünel, 1961年8月18日 - 2020年9月3日）は、ドイツの俳優。トルコ系ドイツ人。

## 経歴
1961年、トルコ南部メルスィン県シリフケに生まれる。1968年に両親とともにドイツに移住し、ブレーメン近郊で育つ。ハノーファー音楽演劇大学で学ぶ。映画の他、舞台でも活躍。
1988年、"Der Passagier – Welcome to Germany"で映画デビュー。トーマス・アルスラン（de:Thomas Arslan）監督の"Dealer"などに出演した後、ファティ・アキン監督の『愛より強く』に出演し、ドイツ映画賞最優秀主演男優賞を受賞。
ユーネルは、2020年9月3日にベルリンの病院で59歳で、癌に苦しんで亡くなった。

## 主な出演作品
- Der Passagier – Welcome to Germany  (1988)
- Dealer (1999)
- 愛より強く Gegen die Wand (2004)
- ソウル・キッチン Soul Kitchen (2009)